# Buttare il bambino con l'acqua sporca

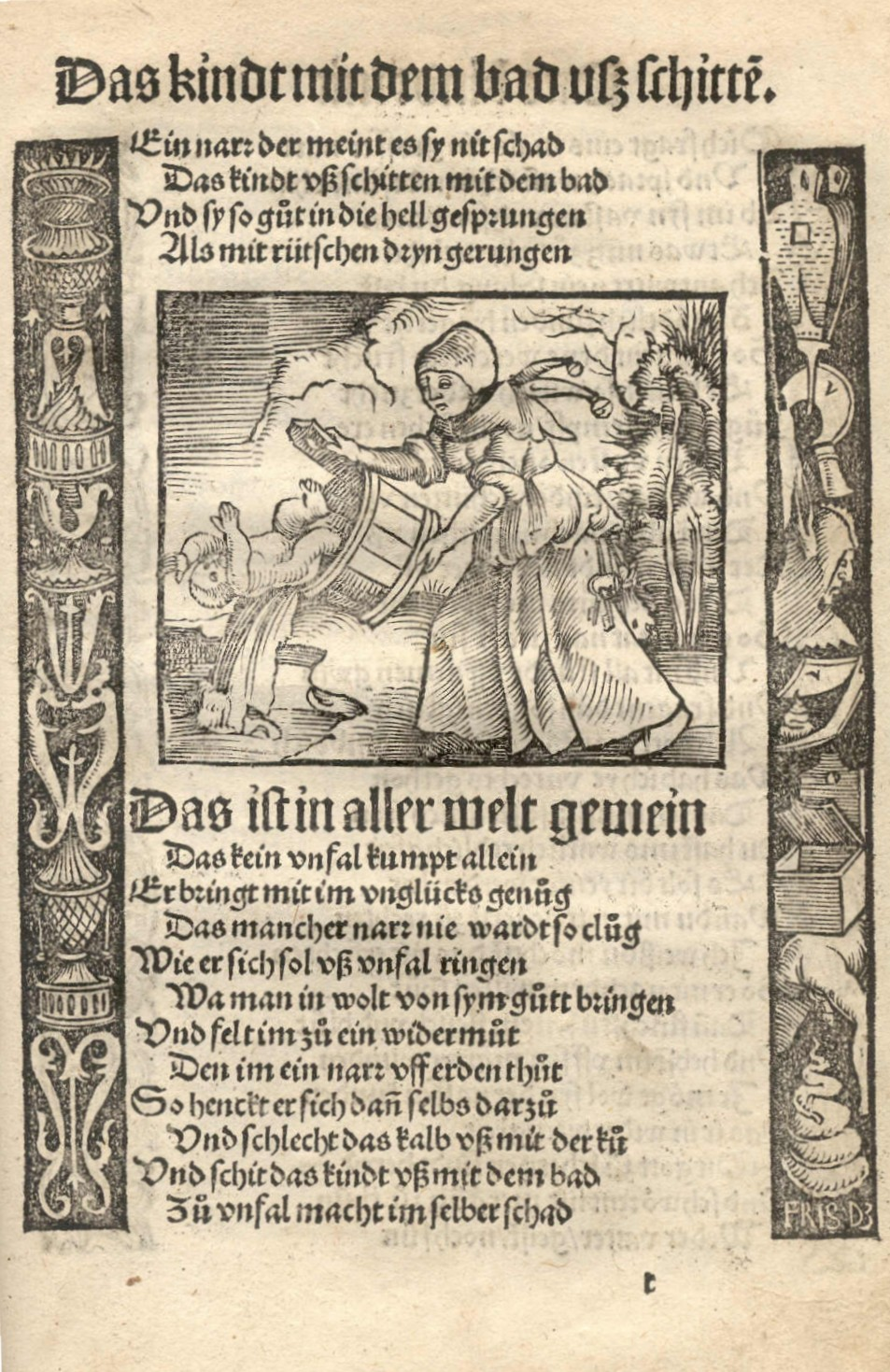
Xilografia da Narrenbeschwörung di Thomas Murner, 1512, con la prima attestazione del termine

Buttare il bambino con l'acqua sporca è un modo di dire, derivato da un proverbio tedesco, che viene utilizzato per indicare quando qualcosa viene eliminato senza salvaguardare eventuali parti valide.
La locuzione, che dal tedesco si è poi diffusa in numerose lingue europee ed occidentali, ha origini medievali. 

## Origine
Il proverbio tedesco das Kind mit dem Bade ausschütten è attestato per la prima volta nel 1512 all'interno dell'opera satirica Narrenbeschwörung di Thomas Murner, che include un'illustrazione xilografica che mostra una donna che getta via un bambino assieme all'acqua del bagno. È diffusa la falsa credenza che il proverbio derivi dal fatto che nel medioevo era pratica comune che all'interno di una famiglia tutti si lavassero all'interno di una stessa tinozza, e poiché i bambini erano gli ultimi a lavarsi, l'acqua a quel punto risultava così sporca da causare il rischio di non vedere più il bambino al suo interno.
Il proverbio è stato ripreso nelle opere di numerosi autori di lingua tedesca fra cui Martin Lutero, Johannes Kepler, Johann Wolfgang von Goethe, Otto von Bismarck, Thomas Mann e Günter Grass.
In lingua inglese una delle prime attestazioni del proverbio è all'interno di un saggio contro la schiavitù di Thomas Carlyle:
(Thomas Carlyle, Occasional Discourse on the Nigger Question, 1853)